# Marianne-Constance de Ganay
Marianne-Constance de Ganay, née en 1860 à Paris où elle est morte en 1931, est une religieuse dominicaine et écrivaine française.

## Biographie
Elle est issue de la famille de Ganay, famille subsistante de la noblesse française.
Elle écrit des articles dans la revue religieuse La Vie spirituelle, fondée en 1919 par le père dominicain Marie-Vincent Bernadot.

## Œuvres
- Les bienheureuses dominicaines (1190-1577), d'après des documents inédits, Paris, Perrin, 1913, 560 p. Prix Juteau-Duvigneaux de l'Académie française en 1914[2] ; réédition en 1924.
- « L’Ange du Jugement. Saint Vincent Ferrier (1350-1419) », dans La Vie spirituelle, décembre 1919, p. 191-204 Lire en ligne sur Gallica.
- « Une île d’utopie au XXe siècle : le Cottolengo », dans La Vie spirituelle, janvier 1920, p. 266-272 Lire en ligne sur Gallica.
- « La fondation religieuse d'un homme d'état. L'Hôtel-Dieu de Beaune (1443) », dans La Vie spirituelle, novembre 1920, p. 150-158 Lire en ligne sur Gallica.
- « Le vénérable Guillaume Courtet premier français martyrisé au Japon (1590-1637) », dans La Vie spirituelle, novembre 1921, p. 124-140 Lire en ligne sur Gallica.
- Comment représenter les saints dominicains, Autun, Dejussieu, 1926, 119 p.
- Le beate domenicane, Rome, Edizioni Cateriniane, 1933.